# Battle of the Hockey Enforcers
Battle of the Hockey Enforcers var en turnering med "boxningsmatcher" på isen, för ishockeyspelare, som hölls i Prince George i Kanada den 27 augusti 2005. 2 000 åskådare, en tredjedel av publikkapaciteten i CN Centre, såg händelsen på plats, men fler beräknades ha sett det på pay per view. Dean Mayrand vann. Det pratas om att anordna flera sådana tävlingar.

### Fotnoter
1. ↑  Tomas Ros (29 augusti 2005). ”Boxning – på hockeyrink” (på svenska). Sportbladet. http://www.aftonbladet.se/sportbladet/hockey/article10653678.ab. Läst 13 september 2011.